# Preko
Preko (italsky Oltre) je vesnice, přímořské letovisko a sídlo stejnojmenné opčiny v Chorvatsku v Zadarské župě. Preko je nejrozsáhlejší opčinou na ostrově Ugljan a zasahuje i na jiné ostrovy, jako jsou Ošljak, Rivanj nebo Sestrunj. V roce 2011 zde trvale žilo v Preku 1 286 obyvatel, v celé opčině pak 3 805 obyvatel.
V opčině se nachází celkem 8 obydlených vesnic:
- Lukoran – 503 obyvatel
- Ošljak – 29 obyvatel
- Poljana – 294 obyvatel
- Preko – 1 286 obyvatel
- Rivanj – 31 obyvatel
- Sestrunj – 48 obyvatel
- Sutomišćica – 336 obyvatel
- Ugljan – 1 278 obyvatel